# Vivian Woodward
Vivan Woodward (Kennington, 1879. június 3 – Ealing, 1954. január 31.) angol, kétszeres olimpiai bajnok amatőr labdarúgó. Középcsatárként futballozott, aki az első világháború előtti évtizedben volt karrierje csúcsán. Játszott a Tottenham Hotspur és a Chelsea színeiben.

## Klub karrier
Az építésznek készülő Woodward a Clacton Town csapatában kezdte labdarúgó karrierjét 1895-ben. 1901-ben az előző szezonban FA-kupa győztes Tottenhamhez igazolt amelyet 8 éven át szolgált. 132 bajnoki meccsen 63 gólt ért el. 1909-ben klubot váltott, de maradt Londonban: a Chelsea csapatához csatlakozott. A kékek színeiben 116 bajnoki- és kupamérkőzésen szerepelt és összesen 34 gólt lőtt. Kiválóan cselező, remekül fejelő, nagy lövőerejű játékos volt. Az 1912-13-as szezonban házi gólkirály lett 10 góllal.
Az első háború kezdetén besorozták, ami miatt rengeteg meccset kihagyott. Bob Thomson, a csapat gólzsákja sérüléssel bajlódott, ezért Woodward különleges engedéllyel ott lehetett Manchesterben, az Old Traffordon csapata kupadöntőjén. Azonban Thomson felépült a döntőre. Mivel Thomson segítette a Chelsea-t a döntőbe vezető úton, Woodward sportszerűen átadta a lehetőséget Thomsonnak. Woodward egyetlenegy kupamérkőzésen sem játszott.
Woodward megsérült a háborúban és soha többé nem játszott magas szinten. 1922 és 1930 között a Chelsea igazgatójaként dolgozott.

## Válogatottság
1903-ban debütált az angol válogatottban, amikor is két gólt rúgott Írországnak a 4-0-ra végződő meccsen. 1903 és 1911 között 23 válogatottbeli fellépésén 29 gólt lőtt, amellyel 1958-ig csúcstartó volt. Néhány nemhivatalos mérkőzésen is pályára lépett Dél-Afrikában, ahol négy gólt szerzett. 1906 és 1914 között az angol amatőr válogatottban is szerepelt, ahol 44 meccsen 57-szer zörgette meg az ellenfelek hálóját. 1906-ban a franciáknak 8 gólt lőtt, bár a FIFA csak négyet ismer el. 30 amatőr válogatottbeli fellépését és 44 gólját a FIFA és az ellenfelek labdarúgó szövetségei elismerik, de az FA nem.
1908-ban és 1912-ben is az olimpiai bajnoki címet szerző brit labdarúgó válogatott kapitánya volt. Az 1908-as olimpián két gólt vállalt a 12-ből a svédek elleni mérkőzésen, majd a dánok ellen 2-0-ra megnyert döntőben ő rúgta a második gólt. 1912-ben gólt rúgott a magyar válogatottnak, majd az elődöntőben a finneknek is.

## Katonai pályafutás
A middlesexi ezred 17. zászlóaljában harcolt az első világháborúban. Ez a zászlóalj a labdarúgók zászlóaljaként volt ismert, hiszen Woodward sok Tottenhambeli társával alkotta a csapatot. A nyugati fronton szolgált, ahol 1916-ban megsebesült. Később előléptették századossá.